# Zlatan Alomerović
Zlatan Alomerović (* 15. června 1991, Prijepolje, Jugoslávie) je německý fotbalový brankář srbského původu, který působí v klubu Lechia Gdańsk.

## Klubová kariéra
Alomerović má německé i srbské občanství. V roce 1999 odešel s rodinou z Jugoslávie do německého Porúří, kde začal s fotbalem v klubu TuS Heven.

### Borussia Dortmund
Od roku 2006 se stal součástí mládežnických týmů Borussie Dortmund. Aktuálně působí v rezervním týmu Dortmundu a od roku 2012 (kdy podepsal s klubem profesionální smlouvu) je k dispozici A-týmu jako třetí brankář.